# Africa Cup Sevens Femenino 2023
El Africa Sevens Femenino de 2023 fue la decimotercera edición del torneo de rugby 7 femenino de África.
El torneo otorgó una plaza para los Juegos Olímpicos de París 2024 y dos para el Torneo Preolímpico.

## Participantes

### Clasificación Automática
- Kenia
- Madagascar
- Sudáfrica
- Túnez
- Uganda

### Pre-clasificatorio
- Ghana[3]
- Zambia
- Zimbabue

## Fase de grupos
|  | Avanzan a cuartos de final. |

### Grupo A
| Pos | Países    | Partidos | Partidos | Partidos | Tantos | Tantos | Tantos | Pts |
| Pos | Países    | G        | E        | P        | PF     | PC     | DP     | Pts |
| --- | --------- | -------- | -------- | -------- | ------ | ------ | ------ | --- |
| 1   | Sudáfrica | 3        | 0        | 0        | 72     | 12     | +60    | 9   |
| 2   | Uganda    | 2        | 0        | 1        | 34     | 24     | +10    | 7   |
| 3   | Túnez     | 1        | 0        | 2        | 38     | 44     | -6     | 5   |
| 4   | Zimbabue  | 0        | 0        | 3        | 10     | 74     | -64    | 3   |

### Grupo B
| Pos | Países     | Partidos | Partidos | Partidos | Tantos | Tantos | Tantos | Pts |
| Pos | Países     | G        | E        | P        | PF     | PC     | DP     | Pts |
| --- | ---------- | -------- | -------- | -------- | ------ | ------ | ------ | --- |
| 1   | Kenia      | 3        | 0        | 0        | 89     | 17     | +72    | 9   |
| 2   | Zambia     | 2        | 0        | 1        | 32     | 52     | -20    | 7   |
| 3   | Madagascar | 1        | 0        | 2        | 66     | 47     | +19    | 5   |
| 4   | Ghana      | 0        | 0        | 3        | 20     | 91     | -71    | 3   |

## Fase final

### Definición 5° puesto
|  | Semifinal  | Semifinal  | Semifinal |       |            | 5° puesto      | 5° puesto      | 5° puesto      |  |
|  |            |            |           |       |            |                |                |                |  |
|  |            |            |           |       |            |                |                |                |  |
|  | Zimbabue   | Zimbabue   | 10        |       |            |                |                |                |  |
|  | Zimbabue   | Zimbabue   | 10        |       |            |                |                |                |  |
|  | Madagascar | Madagascar | 15        |       |            |                |                |                |  |
|  | Madagascar | Madagascar | 15        |       | Madagascar | Madagascar     | 25             |                |  |
|  |            |            |           |       | Madagascar | Madagascar     | 25             |                |  |
|  |            |            | Túnez     | Túnez | 5          |                |                |                |  |
|  | Túnez      | Túnez      | Túnez     | Túnez | 5          | 24             |                |                |  |
|  | Túnez      | Túnez      |           |       |            | 24             |                |                |  |
|  | Ghana      | Ghana      | 5         |       |            | Séptimo puesto | Séptimo puesto | Séptimo puesto |  |
|  | Ghana      | Ghana      | 5         |       |            | Séptimo puesto | Séptimo puesto | Séptimo puesto |  |
|  |            |            |           |       |            |                |                |                |  |
|  |            |            |           |       |            | Zimbabue       | Zimbabue       | 10             |  |
|  |            |            |           |       |            | Zimbabue       | Zimbabue       | 10             |  |
|  |            |            |           |       |            | Ghana          | Ghana          | 0              |  |
|  |            |            |           |       |            | Ghana          | Ghana          | 0              |  |
|  |            |            |           |       |            |                |                |                |  |

### Copa de oro
|  | Semifinal | Semifinal | Semifinal |       |           | Final         | Final         | Final         |  |
|  |           |           |           |       |           |               |               |               |  |
|  |           |           |           |       |           |               |               |               |  |
|  | Zambia    | Zambia    | 0         |       |           |               |               |               |  |
|  | Zambia    | Zambia    | 0         |       |           |               |               |               |  |
|  | Sudáfrica | Sudáfrica | 31        |       |           |               |               |               |  |
|  | Sudáfrica | Sudáfrica | 31        |       | Sudáfrica | Sudáfrica     | 12            |               |  |
|  |           |           |           |       | Sudáfrica | Sudáfrica     | 12            |               |  |
|  |           |           | Kenia     | Kenia | 7         |               |               |               |  |
|  | Kenia     | Kenia     | Kenia     | Kenia | 7         | 27            |               |               |  |
|  | Kenia     | Kenia     |           |       |           | 27            |               |               |  |
|  | Uganda    | Uganda    | 0         |       |           | tercer puesto | tercer puesto | tercer puesto |  |
|  | Uganda    | Uganda    | 0         |       |           | tercer puesto | tercer puesto | tercer puesto |  |
|  |           |           |           |       |           |               |               |               |  |
|  |           |           |           |       |           | Zambia        | Zambia        | 10            |  |
|  |           |           |           |       |           | Zambia        | Zambia        | 10            |  |
|  |           |           |           |       |           | Uganda        | Uganda        | 29            |  |
|  |           |           |           |       |           | Uganda        | Uganda        | 29            |  |
|  |           |           |           |       |           |               |               |               |  |

| Bandera de Sudáfrica |
| Campeón Sudáfrica    |
| Décimo primer título |